# Purshia mexicana
Purshia mexicana es una especie de planta perenne, un árbol pequeño en la familia de las rosáceas. Es originaria del oeste-norte de México, donde se distribuye por la región de la cordillera de Sierra Madre Occidental.
Una variedad diferente que se publicó como var stansburyana (pero que debería haber sido stansburiana ) y que ahora se trata como Purshia stansburyana se encuentra en el suroeste de los Estados Unidos, centrado en la Meseta del Colorado, regiones de Utah - Colorado y Arizona - Nuevo México; También en gran parte de las montañas al oeste de la Gran Cuenca.
En su hábitat elevado, en su mayoría montañoso,  crece en los hábitat de bosques, desiertos.

## Propiedades
Stenophyllanin A, un tanino, se puede encontrar en P. mexicana.

## Taxonomía
Purshia mexicana fue descrita por (D.Don), Henrickson y publicado en Phytologia 60(6): 468. 1986.
Etimología
Purshia: nombre genérico que debe su nombre al botánico y explorador Frederick T. Pursh (1774-1820).
mexicana: epíteto geográfico que alude a su localización en México.
Sinonimia
- Cowania mexicana D.Don
- Cowania mexicana var. dubia Brandegee
- Purshia mexicana (D.Don) S.L.Welsh[4]